# Balta Berilovac
Balta Berilovac (en serbe cyrillique : Балта Бериловац) est un village de Serbie situé dans la municipalité de Knjaževac, district de Zaječar. Au recensement de 2011, il comptait 133 habitants.
Balta Berivolac est situé sur les bords du Trgoviški Timok.

## Démographie
| 1948 | 1953 | 1961 | 1971 | 1981 | 1991 | 2002 | 2011 |
| ---- | ---- | ---- | ---- | ---- | ---- | ---- | ---- |
| 618  | 566  | 548  | 416  | 341  | 256  | 187  | 133  |

|  |